# Héctor Juezas Moreno
Héctor Juezas (València, 4 de febrer de 1994 és un actor espanyol de cinema, teatre i televisió.

## Biografia
Va començar la seva carrera com actor als 6 anys, participant en campanyes publicitàries infantils. També va aparèixer al curtmetratge El ladrón de multas produït per Trivisión. Seguint la seva passió per la interpretació, es va matricular a una escola de teatre municipal del seu poble, Riba-roja de Túria, on es fa formar durant 10 anys.
El 2011 va fer el seu debut professional a la sèrie valenciana Bon dia, bonica de Canal 9, on va interpretar el personatge de l'Arnau durant dues temporades. Paral·lelament, va formar part del repartiment de l'obra de teatre Zero responsables, una obra valenciana que abordava la temàtica de l'accident de metro a València el 2006, que va generar gran controvèrsia.
La seva incursió al cinema es va produir el 2015, quan va interpretar el Pablo a la pel·lícula Como estrellas fugaces. Els anys següents va aparèixer a la sèrie Centro médico (2016), així com a pel·lícules de cinema independent com Barren and Empty the Sea (2017), dirigida per Lucas Parnes, i Halcón Ciego (2018), dirigida per Mariano Darés. També va participar en la sèrie Historietes medievals, emesa per À Punt Mèdia el 2019.
El 2022 va aconseguir reconeixement a nivell nacional al participar en la sèrie La ruta d'Atresplayer, on interpretava l'Arturo Roger.
A més, aquell mateix any, va participar en la sèrie Cómo mandarlo todo a la mierda d'HBO España i a la sèrie mexicana Sobreviviendo a los 30's de la plataforma Vix.

## Filmografia

### Televisió
| Any  | Nom                            | Personatge   | Cadena de televisió | Projecte |
| ---- | ------------------------------ | ------------ | ------------------- | -------- |
| 2023 | Vestidas de azul               | Jesús        | Atresplayer Premium | Serie    |
| 2022 | La ruta                        | Arturo Roger | Atresplayer Premium | Serie    |
| 2022 | Cómo mandarlo todo a la mierda |              | HBO                 | Serie    |
| 2022 | Sobreviviendo a los 30's       | Carlos       | Vix                 | Serie    |
| 2019 | Historietes medievals          | Pere         | À punt              | Serie    |
| 2016 | Centro médico                  | Jose Moreno  | La 1                | Serie    |
| 2010 | Bon dia, bonica                | Arnau Rocher | Canal 9             | Serie    |

### Pel·lícules
| Any  | Nom                      | Personatge |
| ---- | ------------------------ | ---------- |
| 2015 | Como estrellas fugaces   | Pablo      |
| 2016 | Nubes rojas              | Rick       |
| 2017 | Barren and Empty the Sea | Cristian   |
| 2018 | Halcón ciego             | Eduardo    |

### Teatre
- Historia de una escalera (2021)
- Zero responsables (2012)
- Aladdin (2008)
- El infierno de Marta (2007)
- L'illa del tresor (2005)